# Major League Rugby
A Major League Rugby, sigla MLR, é uma liga profissional de rugby union dos Estados Unidos, foi fundada em 2017 em Dallas, no estado do Texas, sua primeira temporada foi em 2018. A competição, que já teve uma equipe do Canadá, será ampliada com o Nuevo León do México em 2025 .

## Equipes
Na edição de 2024, as equipes foram divididas em duas conferências, Leste e Oeste. Consistindo em dois duelos contra os rivais da mesma conferência e mais um jogo frente aos demais do grupo oposto. Totalizando assim 16 partidas na fase regular da temporada para cada time.
|                   | RFC LA Utah Warriors Seattle Seawolves N.E. Freejacks Miami Sharks Chicago Hounds SD Legion Houston SaberCats New Orleans Gold Anthem RC Old Glory DCMajor League Rugby (Estados Unidos) | RFC LA Utah Warriors Seattle Seawolves N.E. Freejacks Miami Sharks Chicago Hounds SD Legion Houston SaberCats New Orleans Gold Anthem RC Old Glory DCMajor League Rugby (Estados Unidos) | RFC LA Utah Warriors Seattle Seawolves N.E. Freejacks Miami Sharks Chicago Hounds SD Legion Houston SaberCats New Orleans Gold Anthem RC Old Glory DCMajor League Rugby (Estados Unidos) | RFC LA Utah Warriors Seattle Seawolves N.E. Freejacks Miami Sharks Chicago Hounds SD Legion Houston SaberCats New Orleans Gold Anthem RC Old Glory DCMajor League Rugby (Estados Unidos) | RFC LA Utah Warriors Seattle Seawolves N.E. Freejacks Miami Sharks Chicago Hounds SD Legion Houston SaberCats New Orleans Gold Anthem RC Old Glory DCMajor League Rugby (Estados Unidos) |                |
| Conferência       | Clube | Localização | Estádio | Capacidade | Ingresso | Treinador      |
| ----------------- | --- | --- | --- | --- | --- | -------------- |
| Conferência Leste | Anthem RC | Charlotte, North Carolina | American Legion Memorial Stadium | 10,500 | 2024 | Alama Ieremia  |
| Conferência Leste | Chicago Hounds | Bridgeview, Illinois | SeatGeek Stadium | 20,000 | 2023 | Sam Harris     |
| Conferência Leste | Miami Sharks | Fort Lauderdale, Florida | AutoNation Sports Field | 5,000 | 2024 | José Pellicena |
| Conferência Leste | New England Free Jacks | Quincy, Massachusetts | Veterans Memorial Stadium | 5,000 | 2020 | Scott Mathie   |
| Conferência Leste | Old Glory DC | Germantown, Maryland | Maryland SoccerPlex | 5,000 | 2020 | Simon Cross    |
| Conferência Leste | New Orleans Gold | Metairie, Louisiana | Gold Mine on Airline | 10,000 | 2018 | Cory Brown     |
| Conferência Oeste | Houston SaberCats | Houston, Texas | SaberCats Stadium | 4,000 | 2018 | Pote Human     |
| Conferência Oeste | Rugby FC Los Angeles | Carson, California | Dignity Health Sports Park | 27,000 | 2020 | Stephen Brett  |
| Conferência Oeste | San Diego Legion | San Diego, California | Snapdragon Stadium | 35,000 | 2018 | Danny Lee      |
| Conferência Oeste | Seattle Seawolves | Tukwila, Washington | Starfire Stadium | 4,500 | 2018 | Allen Clarke   |
| Conferência Oeste | Utah Warriors | Herriman, Utah | Zions Bank Stadium | 5,000 | 2018 | Greg Cooper    |

### Equipes com atividade suspensa ou encerrada
| Team             | Location                | Estádio                       | Ingresso | Saída |
| ---------------- | ----------------------- | ----------------------------- | -------- | ----- |
| Colorado Raptors | Glendale, Colorado      | Infinity Park                 | 2018     | 2020  |
| LA Giltinis      | Los Angeles, California | Los Angeles Memorial Coliseum | 2021     | 2022  |
| Austin Gilgronis | Austin, Texas           | Bold Stadium                  | 2018     | 2022  |
| Toronto Arrows   | Toronto, Ontario        | York Lions Stadium            | 2019     | 2023  |
| Rugby New York   | New York, New York      | Mount Vernon Memorial Field   | 2019     | 2023  |
| Dallas Jackals   | Arlington, Texas        | Choctaw Stadium               | 2022     | 2024  |

### Equipes futuras
| Team       | Location | Estádio | Ingresso |
| ---------- | -------- | ------- | -------- |
| Nuevo León | México   | -       | 2025     |

## Temporadas
| Temporada | Temporada | Temporada    | Campeão                      | Vice-Campeão      | Partidas Jogadas | Artilharia                              | Artilharia                           |
|           | Início    | Encerramento | Campeão                      | Vice-Campeão      | Partidas Jogadas | Pontos                                  | Ensaios                              |
| 2018      | 21/04     | 07/07        | Seattle Seawolves            | Colorado Raptors  | 31               | Sam Windsor (103) (Houston SC)          | Tonata Lauti (9) (Utah Warriors)     |
| 2019      | 26/01     | 16/06        | Seattle Seawolves(2º Título) | San Diego Legion  | 75               | Brock Staller (223) (Seattle Seawolves) | D. Fawsitt (RNY) J. Ryberg (GR) (13) |
| 2020      | Cancelada | Cancelada    | Cancelada                    | Cancelada         | Cancelada        | Cancelada                               | Cancelada                            |
| 2021      | 20/03     | 01/08        | LA Giltinis *                | Rugby ATL         | 99               | Dan Hollinshead (111) (Rugby New York)  | Van der Merwe (11) (LA Giltinis)     |
| 2022      | 05/02     | 25/06        | Rugby New York               | Seattle Seawolves | 109              | AJ Alatimu (166) (Seattle Seawolves)    | Ed Fidow (12) (Rugby NY)             |
| 2023      | 17/02     | 08/07        | New England Free Jacks       | San Diego Legion  | 101              | Jayzon Potroz (146) (N E Free Jacks)    | Paula Balekana (15) (N E Free Jacks) |
| 2024      | 17/02     | 04/08        | New England Free Jacks       | Seattle Seawolves | 101              | Jayzon Potroz (181) (N E Free Jacks)    | Michael Manson (15) (Utah Warriors)  |

* A campanha da equipe da costa oeste foi considerada violadora das regras da competição, o que resultou na sua suspensão para a temporada seguinte. 

### Títulos por Equipe
- Seattle Seawolves (2018, 2019)
- LA Giltinis (2021)
- New England Free Jacks (2023, 2024)
- Rugby New York (2022)

### Títulos por País
Até a temporada de 2024, somente equipes americanas conquistaram o título. 

### Títulos por Estado
- Washington - (2018, 2019)
- Califórnia -  (2021)
- Nova Iorque - (2022)
- Massachusetts - (2023, 2024)

## Cobertura de mídia
- América Latina e Caribe - Star+ (Apenas partidas envolvendo a equipe Miami Sharks[18]) - Em espanhol
- Cobertura Mundial: Pela plataforma The Rugby Network - Em inglês.[19]

## Videogame
A empresa Big Ant Studios confirmou que a Major League Rugby estará no conteúdo do jogo Rugby 25, sucessor de Rugby 22. 